# Бернардино Дзапони
Бернардино Дзапони (на италиански: Bernardino Zapponi) е италиански сценарист и писател.
Роден е на 4 септември 1927 година в Рим. Започва литературната си дейност с публикации в сатирични списания, издава няколко романа и сборници с разкази. Най-известен е като сценарист, главно със сътрудничеството си с Федерико Фелини, но също и с други известни режисьори като Тинто Брас, Дино Ризи, Марио Моничели и Дарио Ардженто. През 1977 година е номиниран за „Оскар“ за оригинален сценарий за работата си по „Казанова на Фредерико Фелини“ (Il Casanova di Federico Fellini).
Бернардино Дзапони умира на 11 февруари 2000 година в Рим.

## Избрана филмография
- „Каприз по италиански“ (Capriccio all'italiana, 1968)
- „Жената на свещеника“ (La moglie del prete, 1970)
- „Кървавочервено“ (Profondo rosso, 1975)
- „Казанова на Фредерико Фелини“ (Il Casanova di Federico Fellini, 1976)
- „Изгубена душа“ (Anima persa, 1977)
- „Новите чудовища“ (I nuovi mostri, 1977)
- „Маркизът на Грило“ (Il marchese del Grillo, 1991)